# Джина Лі Нолін
Джина Чи Нолін-Галс (англ. Gena Lee Nolin; нар. 29 листопада 1971, Дулут, штат Міннесота, США) — американська акторка, фотомодель та подкастерка.

## Біографія
Народилася 29 листопада 1971 року в Дулут, штат Міннесота, США.
У березні-квітні 1991 року була одружена з Девідом Аланом Файлером.
У 1993—2004 роках одружена з Грегом Фалманом, 3 червня 1997 року народила сина Майкла Спенсера Грегорі Фалмана.
З 3 вересня 2004 року одружена з хокеїстом Кейлом Галсом. Народила сина Гадсона Лі Галса (15.04.2006) та дочку Стеллу Монро Галс (03.12.2008).

## Кар'єра
Почала свою кар'єру як фотомодель у 1993 році, посіла друге місце у конкурсі «Міс Гаваї Тропік 1993». Знімалася для журналів «Playboy», «Esquire», «Maxim», «Stuff», «FHM», «Fitness», «Woman's World», та інших. У 1994—1995 роках брала участь в американському ігровому телешоу «The Price Is Right».
У 1995 році почала зніматися в кіно. Дебютувала роллю Нілі Кепшоу в серіалі «Рятувальники Малібу», в якому знімалася до 1998 року. У 2016 році знялася у фільмі «Акулячий торнадо 4».

## Фільмографія
| Вид            | Рік   | Рік   | Назва                    | Оригінальна назва                      | Роль                     |
| -------------- | ----- | ----- | ------------------------ | -------------------------------------- | ------------------------ |
| фільм          | анонс | анонс |                          | The B Team                             | Джина Лі                 |
| фільм          | 2017  | 2017  |                          | Killing Hasselhoff                     | Джина Лі Нолін           |
| телефільм      | 2016  | 2016  | Акулячий торнадо 4       | Sharknado 4: The 4th Awakens           | Нілі                     |
| телефільм      | 2003  | 2003  |                          | Baywatch: Hawaiian Wedding             | Нілі                     |
| телесеріал     | 2000  | 2002  | Шина — королева джунглів | Sheena                                 | Шина (35 епізодів)       |
| фільм          | 2000  | 2000  |                          | The Flunky                             | Сондра                   |
| фільм          | 1999  | 1999  |                          | The Underground Comedy Movie           | Мерілін                  |
| телесеріал     | 1995  | 1998  | Рятувальники Малібу      | Baywatch                               | Нілі Кепшоу (64 епізоди) |
| відеофільм     | 1998  | 1998  |                          | Baywatch: White Thunder at Glacier Bay | Нілі Кепшоу              |
| ігрове телешоу | 1994  | 1995  |                          | The Price Is Right                     |                          |